# زاتويتشي
زاتويتشي (باليابانية: 座頭市، هيبورن: Zatōichi) هي شخصية خيالية أنشأها الروائي الياباني كان شيموزاوا. وهذه الشخصيّة هي مدلك أعمى وساموراي متجول، عاش في حقبة إيدو المتأخرة في اليابان (ثلاثينيات وأربعينيات القرن التاسع عشر). ظهرت الشخصية لأول مرة في مقال "زاتويتشي مونوجاتاري" (座頭市物語) عام 1948، وهو جزء من سلسلة "فوتوكورو تيشو" التي كانت تُنشر تباعًا في مجلة "شوسيتسو تو يوميمونو".
كانت هذه الشخصية في الأصل ثانوية، لكنها خضعت لتغييرات جذرية وتم تطويرها بشكل كبير لتناسب الشاشة على يد شركة "دايي فيلم" والممثل شينتارو كاتسو، لتصبح محورًا لإحدى أطول سلاسل الأفلام في اليابان. تم إنتاج ما مجموعه 26 فيلمًا بين عامي 1962 و1989. بين عامي 1974 و1979، أُنتِجَ مسلسل تلفزيوني قام ببطولته شينتارو كاتسو وبعض الممثلين الذين ظهروا قبل ذلك في الأفلام. أُنتج المسلسل بواسطة "كاتسو برودكشنز" وتم عرض 100 حلقة قبل إلغاء المسلسل.
أُعيدَ إنتاج الفيلم السابع عشر من سلسلة زاتويتشي في الولايات المتحدة عام 1989 بواسطة "تري ستار بيكتشرز" تحت عنوان "الغضب الأعمى"، من بطولة راتغر هاور. وفي عام 2003، أخرج تاكيشي كيتانو فيلمًا آخر، وقام أيضًا بدور البطولة فيه، وحصل هذا الفيلم على جائزة الأسد الفضي لأفضل إخراج في مهرجان البندقية السينمائي. كما تم تصوير نسخة مسرحية من زاتويتشي أخرجها تاكاشي ميكي، وقام ببطولتها شو أيكاوا في عام 2007، وصدرت لاحقًا على أقراص الفيديو المنزلية. أما فيلم "زاتويتشي: الأخير" فقد أخرجه جونجي ساكاموتو عام 2010 ولعب دور البطولة فيه شينغو كاتوري.